# Kloster Gerlachsheim

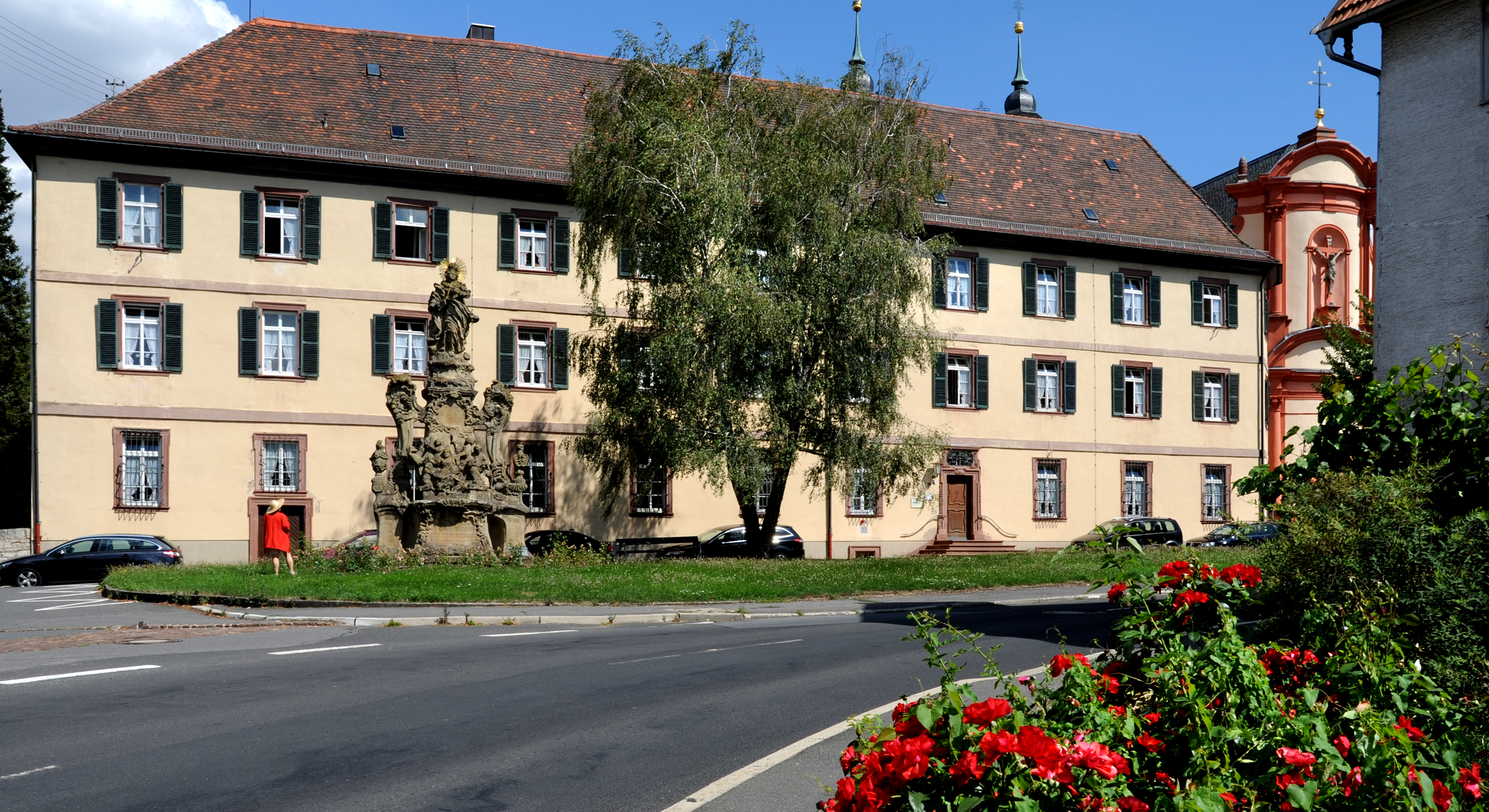
Das ehemalige Kloster in Gerlachsheim

Das Kloster Gerlachsheim, auch Prämonstratenserpriorat Gerlachsheim, nach 1803 Schloss Gerlachsheim, ist ein ehemaliges Frauen- und späteres Männerkloster des Prämonstratenserordens in Gerlachsheim im Main-Tauber-Kreis. Zu dem Kloster gehört auch der anliegende Park, der früher als Klostergarten genutzt wurde.

## Geschichte
1209 wurde das Kloster an seinem jetzigen Standort erstmals urkundlich erwähnt (Schenkungsurkunde des Siboto von Luden). Es bestand aber wohl schon ab 1187 bis 1197 als Prämonstratenserinnenstift. 20 Nonnen samt Dienerschaft lebten damals im Kloster. Sie lebten von dem anliegenden Weinberg, heute der Herrenberg, und dem nahe liegenden Wald. Die Stifterfamilie, ihre Nachfolger und viele Adelige bedachten zu dieser Zeit das Kloster. Das war auch der Personenkreis, der die Nonnen stellte. 1254 wurde in einer Urkunde des Papstes Innozenz IV. deutlich, dass das Kloster dem Prämonstratenserorden zugehörte. 1261 wurde der Klosterbezirk teilweise durch den Mainzer Erzbischof Werner von Eppstein zerstört; im Bauernkrieg entstanden dann noch größere Schäden. Nach mehreren Besitzübergaben gelangte das Kloster für 25.000 Gulden wieder in den Besitz des Hochstiftes Würzburg. Vor dem Tod des Würzburger Bischofs unterstellte er das Kloster seiner Meisterin. Im Jahr 1359 lebten 31 Nonnen im Kloster; darüber gibt es eine Namensliste. Die damaligen Meisterinnen stammten auch von den anliegenden Adelsfamilien. Von 1260 bis 1549 gab es 20 verschiedene Meisterinnen, davon waren fünf Wertheimer Grafentöchter. Mehr als 30 Nonnen lebten in der Blütezeit des Klosters dort, doch Anfang des 16. Jahrhunderts ging die Zahl merklich zurück, bis zuletzt nur noch die Meisterin und eine weitere Person dort ansässig waren. Im Jahre 1563 hob der Fürstbischof von Würzburg, Friedrich von Wirsberg, das Gerlachsheimer Kloster auf und übernahm die Verwaltung der Güter. Ab 1699 führte Abt Gottfried Hammerich einen hartnäckigen Prozess um die Rückgabe des Klosters an Oberzell.
Erst 1717 bekam der Prämonstratenserorden das Kloster zurück und gründete das Priorat Gerlachsheim des Männerklosters Oberzell. Dort lebten anfangs 12 und später bis zu 17 Chorherren. Da die alten Klostergebäude und die dazugehörige Kirche zunehmend verfielen, erfolgte von 1723 bis 1728 der Neuaufbau der Kloster- und Pfarrkirche. Diese wurde 1730 eingeweiht.
1803 wurden die Klostergebäude dem Altgrafen Franz Wilhelm zu Salm-Reifferscheidt-Bedburg zuerkannt. Dies geschah durch den Reichsdeputationshauptschluss. Damit wurde der Konvent aufgehoben. 1806 dienten die Klostergebäude als Verwaltungssitz und Schloss. 1838 erwarb das Land Baden die Gebäude und eröffnete 1874 eine Taubstummenanstalt, die aber ab 1935 aufgelöst wurde. Im Zweiten Weltkrieg lebten zwangsumgesiedelte Slowenen darin. Nach dem Krieg diente es als Auffanglager für Vertriebene, ehe der Main-Tauber-Kreis es ab 1952 als Altenheim benutzte. 2016 wurde das Kreispflege- und Altenheim umgesiedelt. Nachdem das Kloster vorübergehend leer stand, beherbergt es jetzt eine Arztpraxis, die Nardinischule und eine Berufsvorbereitungsklasse.

## Heutige Nutzung
Es gehört dem Land Baden-Württemberg, derzeit beherbergt es eine Arztpraxis, die Nardinischule und eine Berufsvorbereitungsklasse. Nach Ablauf des Erbbaurechtsvertrags soll es 2023 an das Land zurückgegeben werden.[veraltet] Der Park ist für die Öffentlichkeit zugänglich und kann dauerhaft besucht werden. Im Winter findet dort seit Jahren immer am ersten Adventswochenende der Adventszauber statt, bei dem die Fassade des Klosters in bunten Farben erstrahlt.

## Ehemalige Klosterkirche

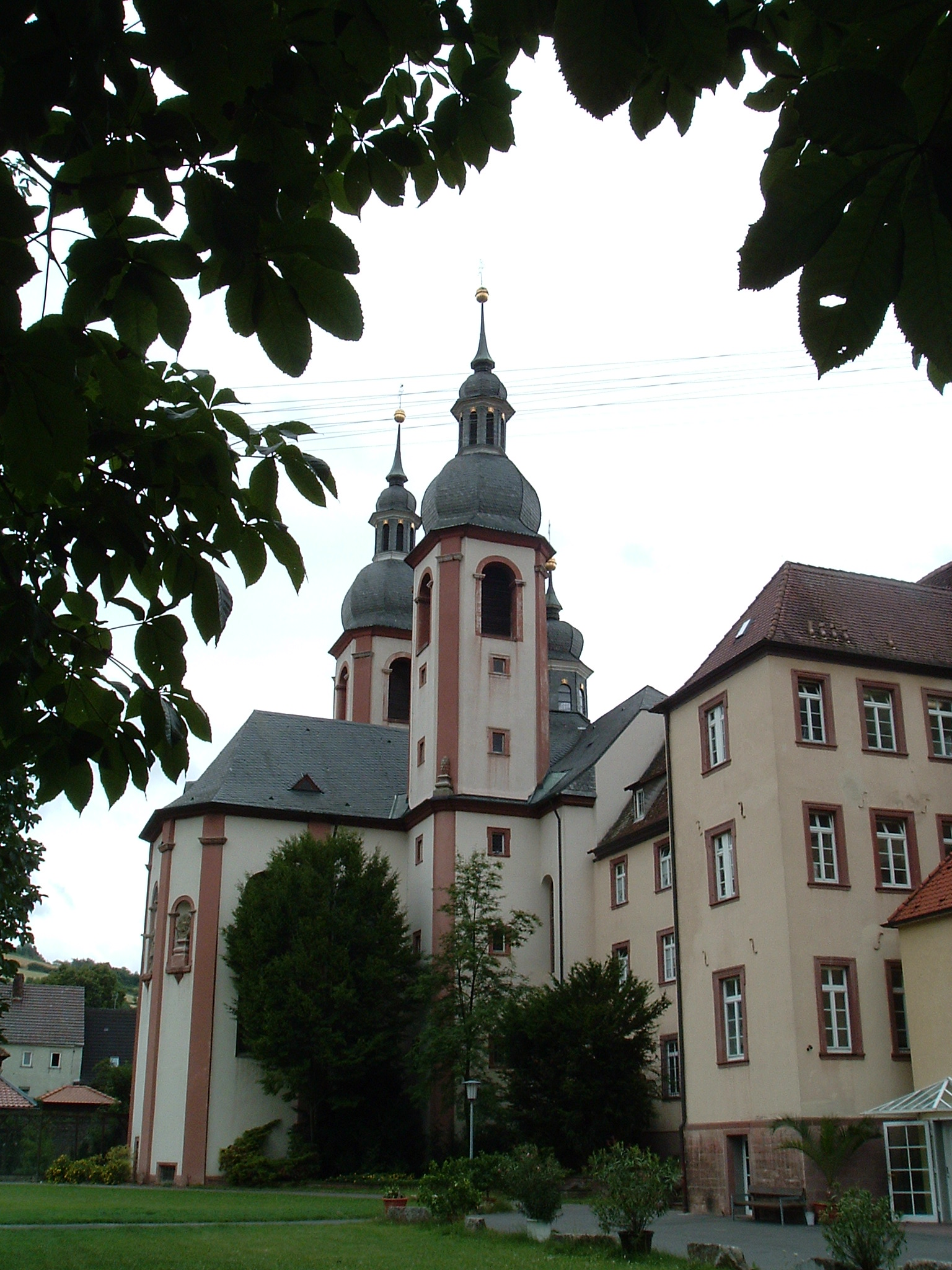
Die Barockkirche Heilig Kreuz in Gerlachsheim

Die ehemalige Klosterkirche ist heute die römisch-katholische Heilig-Kreuz-Kirche Gerlachsheim. Die Barockkirche zählt zu den schönsten Barockkirchen Deutschlands.

## Ansichten der Kirche

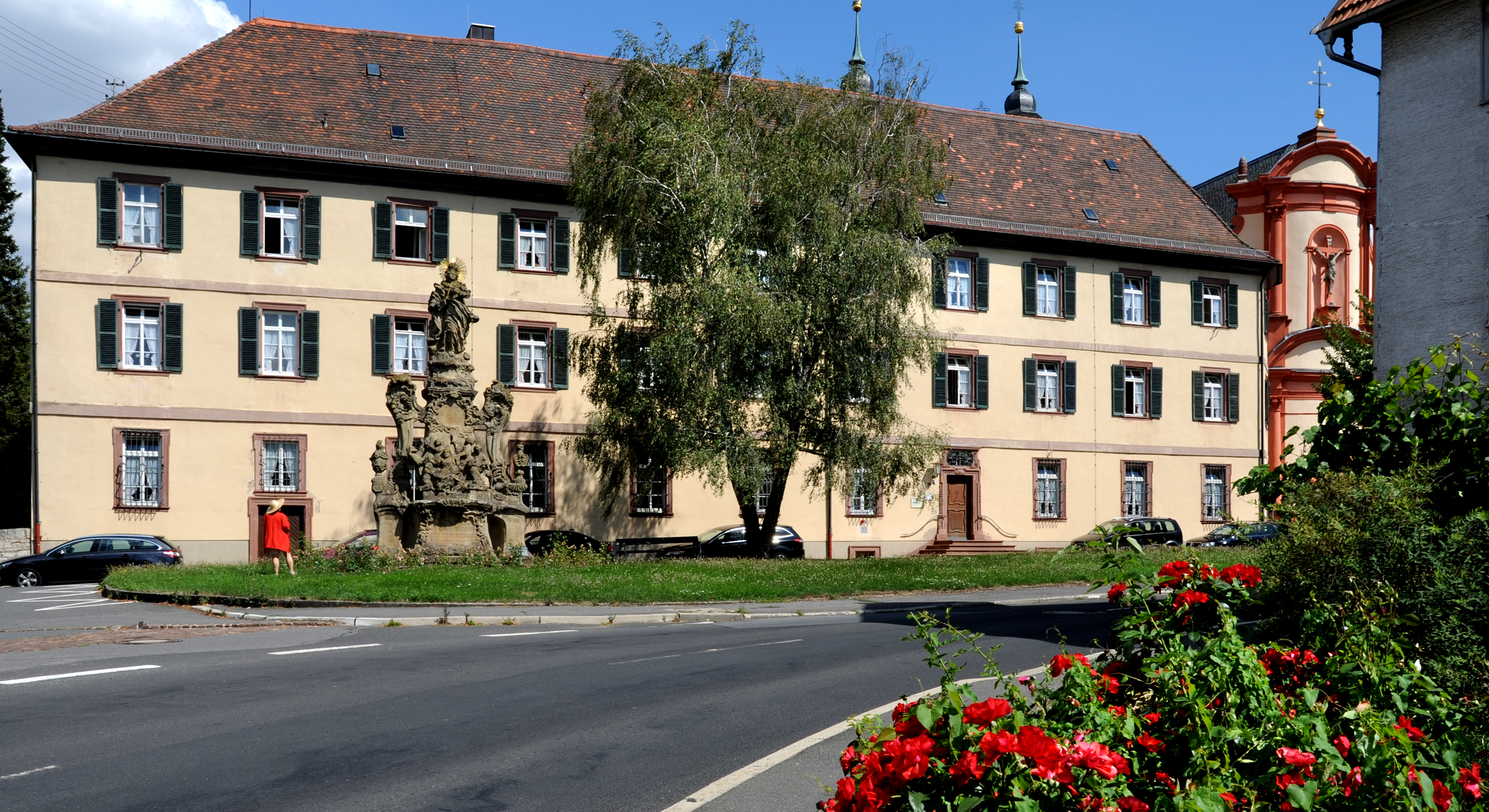
Vorderansicht
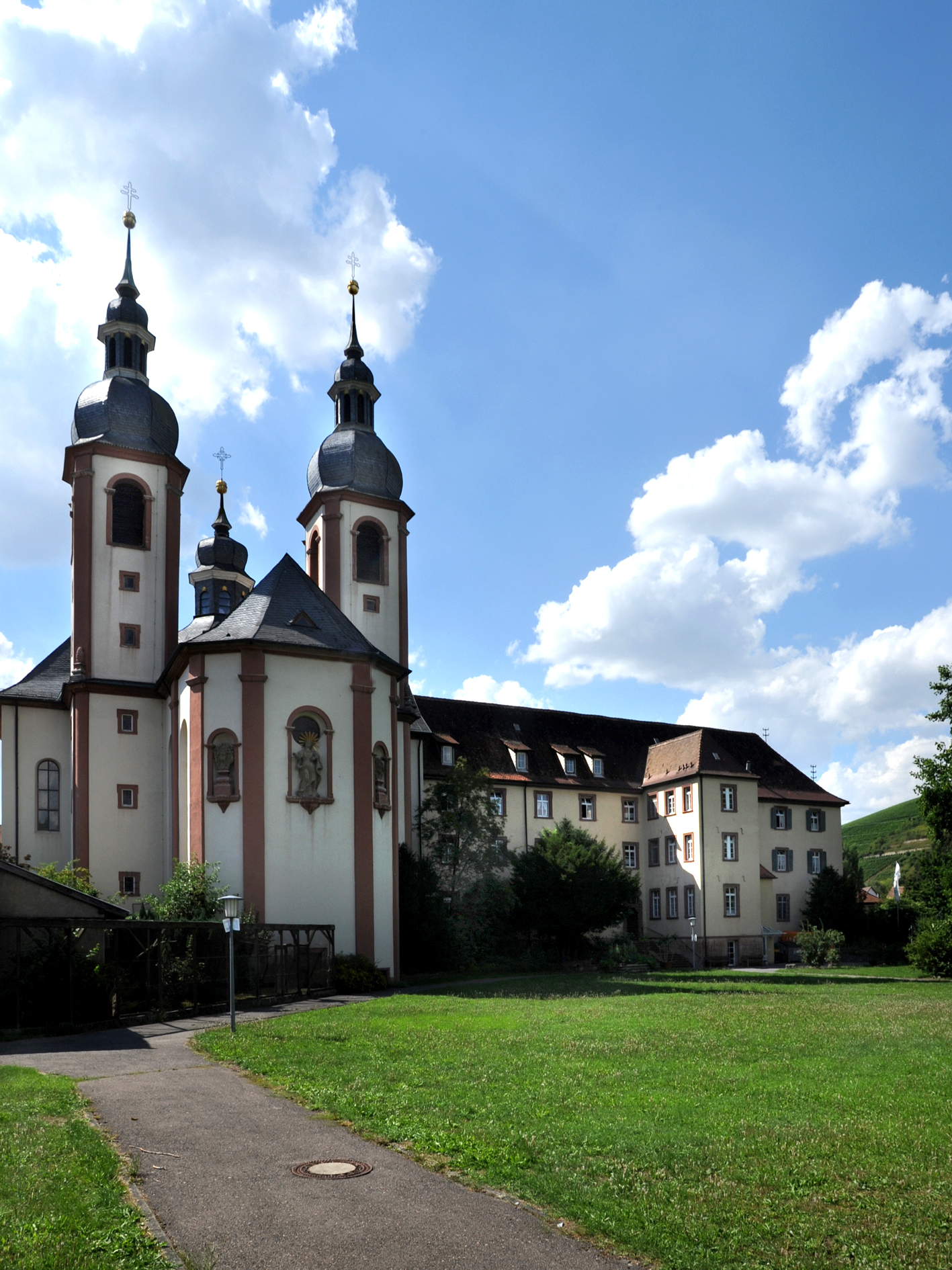
Rückansicht
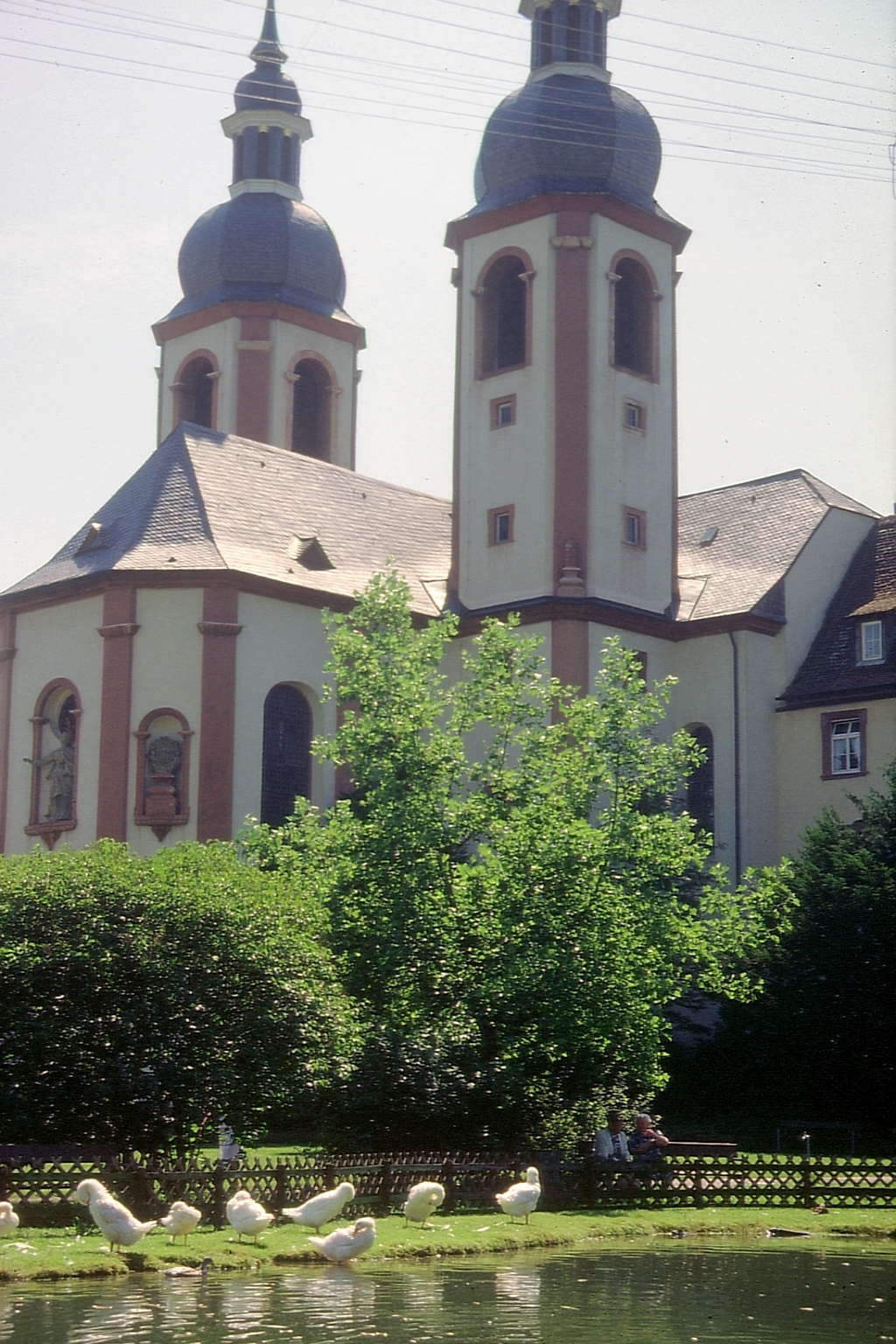
Seitenansicht
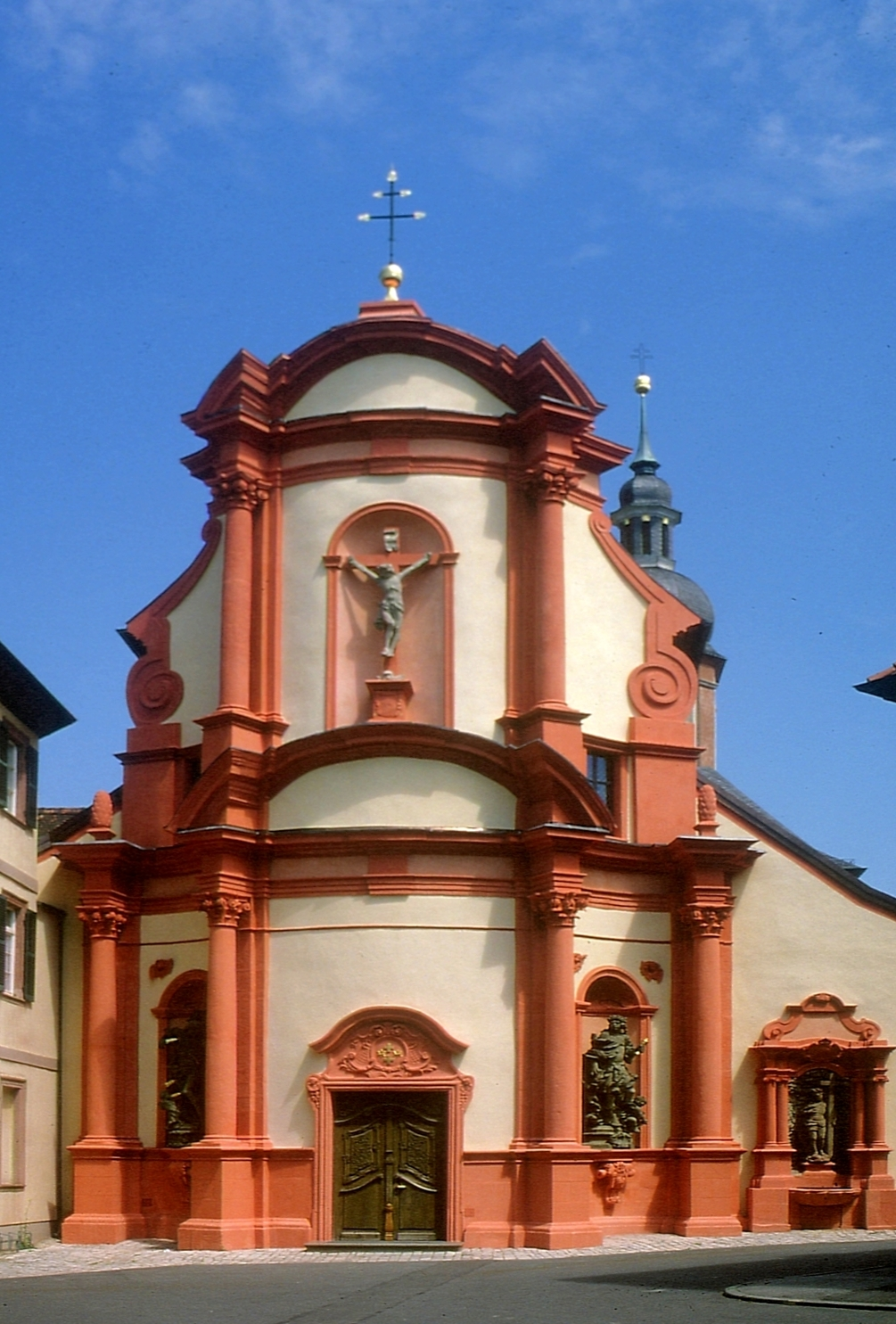
Vorderansicht der Kirche
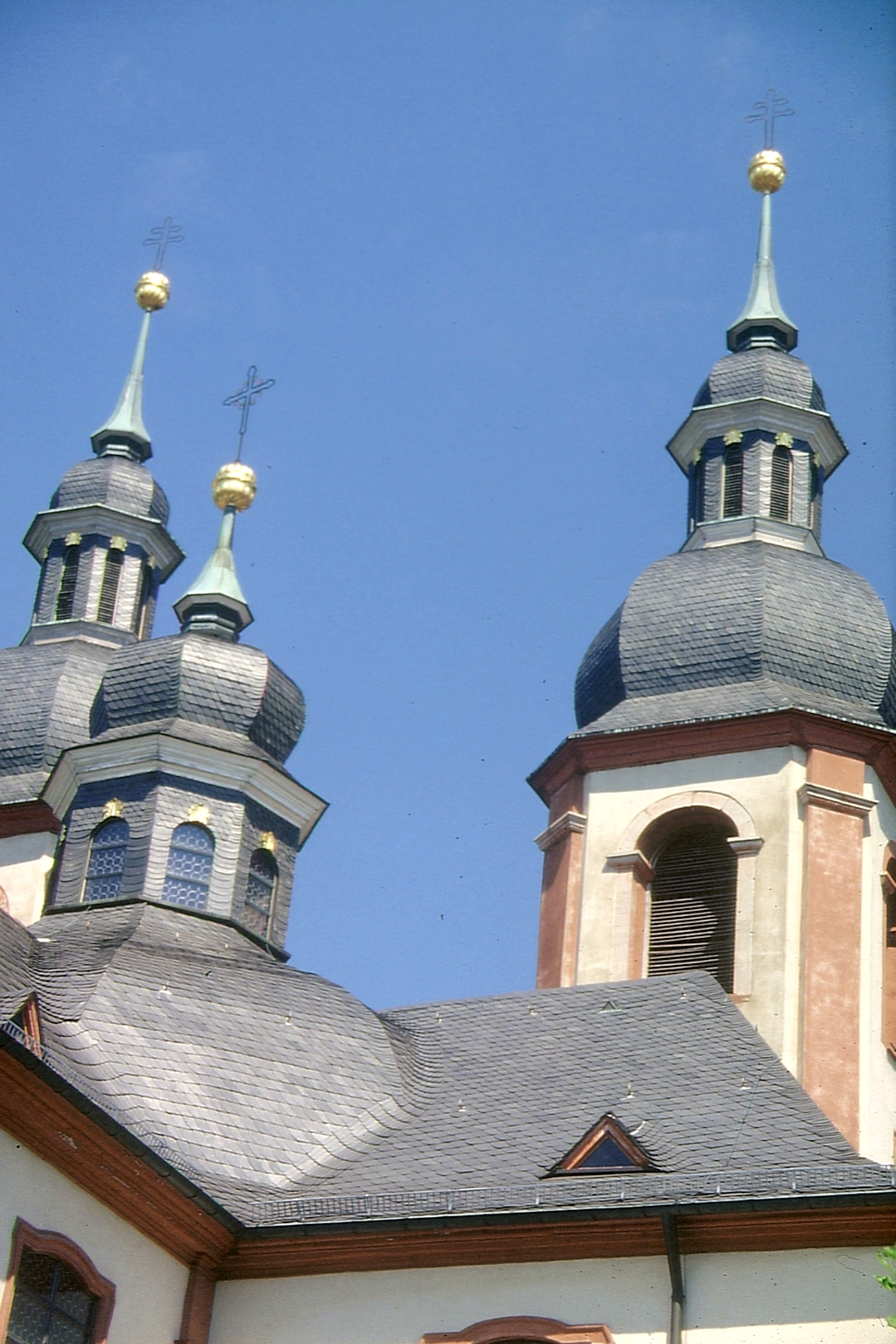
Detailansicht des Daches
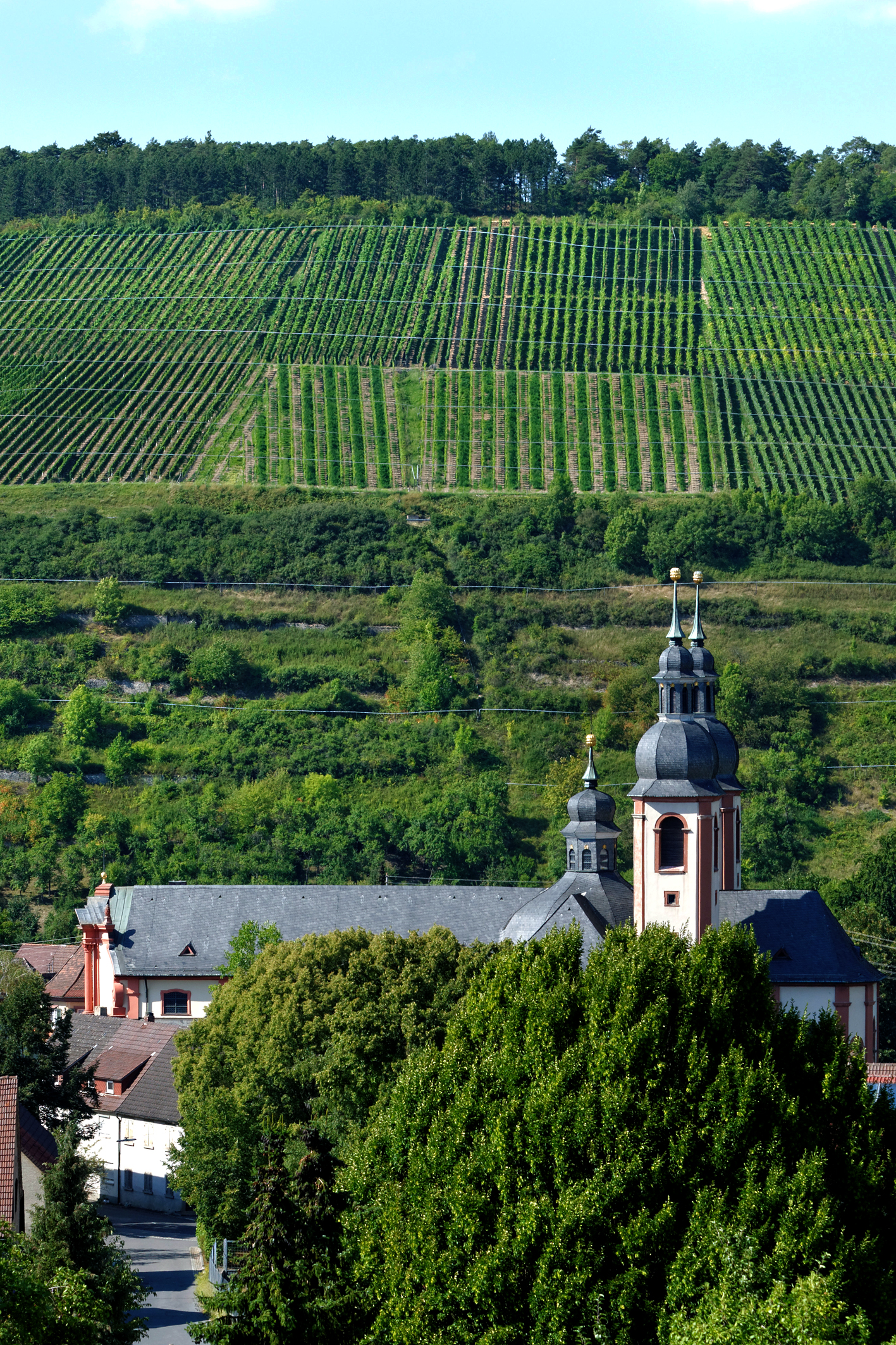
Weitansicht